# Ћерд Бурсма
Ћерд Бурсма (хол. Tjeerd Boersma; Амстердам, 22. фебруар 1915 — Грац, 3. јун 1985) био је холандски атлетичар који се такмичио у спринтерским дисциплинама и штафети.

## Спортска биографија
Бурсма је први пут стекао међународно признање 1934. године, када је учествовао на 1. Европском првенству у атлетици 1934. у Торину. Био је део холандске штафете 4 х 100 м, коју су чинили Мартинус Осендарп, Бурсма, Роберт Јансен и Кристијан Бергер. Успели су да заузму треће место са холанским рекордом 41,6 с. Претходни рекорд је износио 41,7 постигнут 1927.
Годину дана касније, Боерсма је поново учествовала у побољшању рекорда штафете. На такмичењима у немачком граду Диселдорфу трчали су 41,4 што је за 0,2 секунде брже него претходне године у Торину. Штафету су поред њега чинили Вил ван Беверен, Крис Бергер и Мартинус Осендарп.
На Олимпијским играма у Берлину 1936. године, комплетан национални рекордски био је у саставу холанске штафете 4 х 100 метара. Дана 8. августа, холандски четверац је успео да се квалификује за финале победом у својој групи квалификација. Време штафете износило је 41,3, што је поново значило побољшање сопственог националног рекорда. Овај последњи рекорд је изједначен након осамнаест година и трајао је 29 година.
У финалу, холандска штафета је била на путу да освоји треће место, када је четврти немачки тркач Герд Хорнбергер случајно избацио штафетну палицу из руку последњег холандског тркача Мартинуса Остедарпа. Упркос протестима из вођства реппрезентације, холандска штафета је дисквалификован, док је Немачка отишла кући са бронзаном медаљом.
Ћерд Бурсма, био је члан атлетског клуба Амстердам, У почетку је радио као службеник, али је касније водио бициклистичку радњу и хемијско чишћење у Амстердаму. Никад није постао холандски првак. Био је „сувише кратак” у односу на спринтере као што су били Бергер, Осендарп и Ван Беверен.